# Caroline Lioger
Caroline Lioger (Lyon, 25 de mayo de 1825—Villeneuve-les-Avignon, 8 de junio de 1883), más conocida por su nombre religioso Verónica del Sagrado Corazón de Jesús, fue una religiosa católica francesa, fundadora de las Religiosas del Corazón de Jesús.

## Biografía
Caroline Lioger nació en Lyon, Francia, en 1825, en el seno de una familia obrera. Creció con un defecto en la columna vertebral, que para los estándares de belleza de la época, la hacían poco agraciada. Razón por la cual sus padres la marginaron, porque se sentían avergonzados. Con seis años fue abandonada en un pensionado de Neuville-sur-Saône, a cargo de las Hermanas de San Carlos Borromeo. Allí fue educada con los valores cristianos, los cuales intentó vivir por el resto de su vida. A los catorce años fue aceptada en la Tercera Orden de San Francisco, cambiando su nombre por María Verónica. Tuvo una propuesta de matrimonio, la cual rechazó con el deseo de ingresar a una comunidad religiosa. Sin embargo su salud frágil no permitió que fuera aceptada en ningún instituto.
A causa de las intrigas de una empleada de servicio de su familia, fue echada de la casa, viviendo en la pobreza absoluta. La Iglesia y la oración fueron los refugios de ella. Fue objeto de una experiencia mística en la que, según ella, el Sagrado Corazón de Jesús le pedía que se consagrara y fundara una comunidad, donde sus religiosas se ofrecieran como víctimas contemplativas. De ese modo, bajo la guía de Emilio Roux, sacerdote de San Sulpiscio, en 1852, fundó la Asociación de Víctimas del Sagrado Corazón de Jesús para laicos. Más tarde, en 1857, fundó la Congregación de las Víctimas del Corazón de Jesús. Entre los asociados de este instituto se encontraron personajes como el Cura de Ars y Pedro Julián Eymard. A ella, vinieron muchos sacerdotes para aconsejarse, aparte de los dos ya mencionados, se sirvieron de sus consejos los padres León Dehon, Andrés Prevot y Silvano Giraud, quienes se dejaron influenciar de la espiritualidad del Sagrado Corazón.
Verónica emitió la profesión de sus votos 8 de septiembre de 1861, donde tomó el nombre de Verónica del Sagrado Corazón de Jesús, luego de su encuentro con el papa Pío IX. El mismo que, el 6 de agosto de 1870, aprobaría el instituto como congregación religiosa de derecho pontificio. Tras su profesión, Verónica se dedicó a la expansión del instituto. En 1869 fundó la casa de Villeneuve-les-Avignon. Allí murió el 8 de junio de 1883.
El 29 de diciembre de 1909 se introdujo el proceso informativo en pro de su beatificación, en la diócesis de Nîmes (Bélgica), el cual es clausurado en 1911. Aprobado el proceso diocesano y enviado a Roma, en 1935, se le da el título de Sierva de Dios.